# L'Ange de l'abîme (roman)
Vous lisez un « bon article » labellisé en 2014.
Cet article concerne le roman de Pierre Bordage. Pour le court-métrage d'Annie Tresgot, voir L'Ange de l'abîme.
L’Ange de l’abîme est un roman d'anticipation écrit par Pierre Bordage, publié par le Diable Vauvert en 2004. C'est le second tome de la trilogie des Prophéties après L'Évangile du serpent. Il raconte le voyage initiatique de deux adolescents, Stef et Pibe, dans l'Europe ravagée par une guerre sainte entre les chrétiens menés par l'Archange Michel et les musulmans surnommés des « ousamas ». Le livre fait aussi se croiser les destins d'une vingtaine d'autres personnages pendant cette guerre, sous forme de nouvelles au sein du roman.
Inspiré par les attentats du 11 septembre 2001, L'Ange de l'abîme reprend des thèmes classiques dans les romans de Bordage, les déviances de la religion et le voyage initiatique qui transforme le héros de l'histoire en homme. Il reçoit un accueil positif dans l'ensemble, mais variable selon les critiques littéraires.

## Résumé
L'Europe et les nations islamiques sont en guerre, la vie des deux communautés est désormais entièrement régie par la religion. L'avortement, les unions hors mariage ou entre chrétiens et musulmans sont sévèrement interdits. Les Arabes résidant en Europe sont maintenus dans des camps et tués, les femmes ne sont vues que comme des « machines à procréer » de nouveaux soldats, rapidement envoyés sur le front. En Europe, l'Archange Michel est le meneur des légions qui attaquent les « ousamas » musulmans. Pibe, un adolescent français pris dans cette guerre, voit sa maison détruite par une bombe et rejoint une bande d'enfants livrés à eux-mêmes, les cailleras. Il y rencontre la jeune Stef et traverse toute l'Europe avec elle pour rencontrer, dans son bunker en Roumanie, l'Archange Michel, lequel veut créer un nouvel Éden pour les chrétiens en Europe en la débarrassant de tous les musulmans. La guerre entre l'Europe et les pays musulmans est en réalité orchestrée par le gouvernement des États-Unis qui manipule l'Archange Michel. Les États-Unis y voient une bonne occasion de mettre un continent concurrent à mal en détournant sur lui la colère des islamistes. Lorsque Stef et Pibe rencontrent l'Archange Michel, la jeune fille échoue à l'assassiner et se fait tuer. Pibe abat l'Archange Michel et s'enfuit. Le roman s'achève alors qu'il est passager d'un poids lourd et dit au chauffeur qu'il désire se rendre en pays musulman pour y rencontrer les « ousamas » et « continuer à explorer le cœur des hommes ».

## Historique et publication

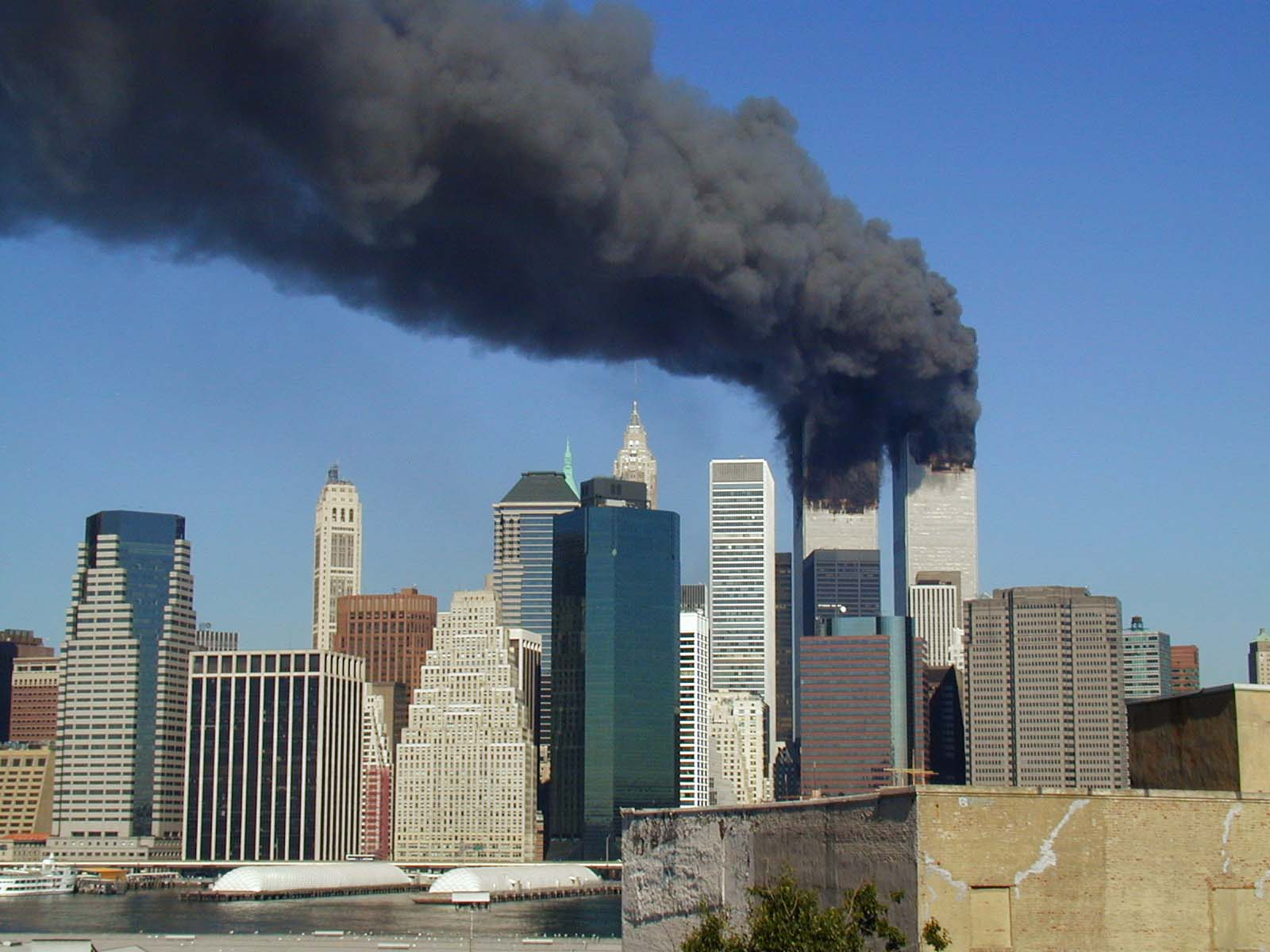
L’Ange de l’abîme est une œuvre d'anticipation inspirée par les attentats du 11 septembre 2001.

Le roman est inspiré par les attentats du 11 septembre 2001, notamment l'appel à lutter contre l'« Axe du Mal », qui a suggéré à Pierre Bordage le contexte de l'histoire. L’Ange de l’abîme paraît d'abord en février 2004 (date de son dépôt légal) en grand format, chez l'éditeur Au Diable Vauvert. La couverture du roman représente un fusil d'assaut devant un bâtiment industriel jonché de débris. L'année suivante, l'ouvrage est réimprimé sous la forme d'un coffret en trois volumes réunissant les deux autres tomes de la trilogie des Prophéties : L'Évangile du serpent (tome 1) et Les Chemins de Damas (tome 3). Une version numérique pour le Kindle d'Amazon sort le 5 juillet 2012.
- Pierre Bordage, L'Ange de l'abîme, Vauvert, Au Diable Vauvert, 4 février 2004, 476 p. (ISBN 2-84626-066-4 et 978-2846260664) — Réimprimé chez le même éditeur pour le coffret en trois volumes le 5 mai 2005. Réédité pour le Kindle d'Amazon le 5 juillet 2012 (ASIN B00AEF9QCE).

En octobre 2006, le roman est réédité par le Livre de poche dans sa collection « thriller ». La couverture représente la statue d'un ange au-dessus d'un pont métallique où passe un train.
- Pierre Bordage, L'Ange de l'Abîme, Paris, Le Livre de poche, 11 novembre 2006, 480 p. (ISBN 2-253-11286-0 et 978-2253112860)

## Personnages
Le roman met en scène deux personnages principaux, Pibe et Stef. Le traitement des personnages dans le roman est salué par Philippe Curval dans Le Magazine littéraire, qui écrit que « Bordage sait donner à voir, par touches subtiles, le dedans et le dehors de ses personnages, leurs ressorts cachés, les enjeux qui les animent ».

### Pibe
Pibe est un adolescent de treize ans qui suit une évolution tout au long de l'ouvrage, passant de l'enfant craintif à l'homme affirmé. Il perd ses parents à cause d'une bombe et son parcours semé d'embûches et d'horreurs en tous genres l'amène à voler, piller, tuer et faire l'amour. D'après le roman, son nom est inspiré de celui de Diego Maradona, le Pibe del Oro, qu'adorait son grand-père,. Cependant, on remarque aussi que les lettres « P » et « B », formant le prénom Pibe, sont celles de Pierre Bordage lui-même. Le parcours initiatique du jeune héros qui affronte des épreuves est un grand classique chez cet auteur.

### Stef
Le second personnage principal est une fille, Stef (surnommée « Fesse »), adolescente de seize ans plutôt inspirée par la religion hindoue, qui joue un rôle d'ange gardien auprès de Pibe. Toujours positive, elle représente la « lueur d'espoir » du roman. Si Stef apparaît comme un personnage presque surhumain et « angélique », elle ne serait cependant qu'une fille ordinaire, intelligente et sage, puisque, selon l'Archange Michel, c'est la fille de son ancien collaborateur Nicolae Dimitrescu. Pibe conclut qu'il n'est pas important de savoir si elle est réellement la fille de Dimitrescu ou pas, puisqu'elle fait le choix de ne pas poursuivre la chaîne de violence initiée par ses prédécesseurs.

### Autres personnages
L’Ange de l’abîme évoque aussi une vingtaine d'autres personnages par un jeu de destins croisés, employant parfois la forme d'une nouvelle dans le roman afin de brosser le portrait de l'Europe en proie à la guerre sainte. Certains personnages ne sont mentionnés que dans un unique chapitre. Le roman présente ainsi un couple mis au ban de la société pour ne pas s'être conformé aux diktats religieux, une bourgeoise à la recherche de sensations fortes et d'interdits, un jeune soldat européen qui part sur le front, un responsable de camp de concentration qui se suicide avec une « ousama » en raison de son impossibilité à afficher son amour au grand jour, ou encore un homme qui cherche à prendre la place de l'Archange Michel.

## Analyse

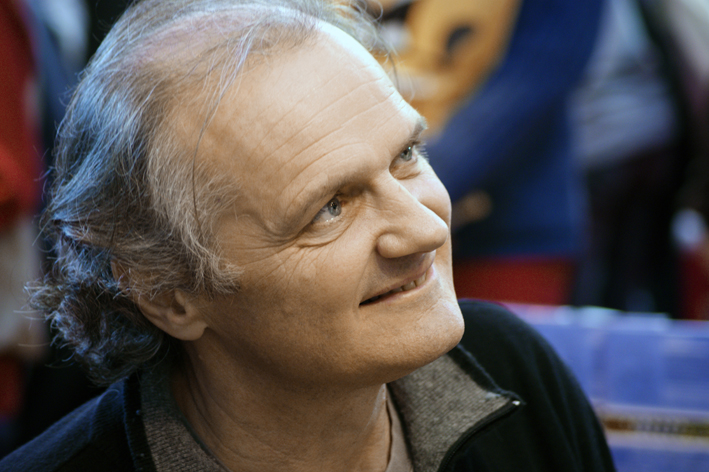
Pierre Bordage, l'auteur de L'Ange de l'Abîme.

L'Ange de l'Abîme  est un roman d'anticipation qui aborde des thèmes courants dans toutes les œuvres de Pierre Bordage, le voyage initiatique, la spiritualité qui se mue en fanatisme et l'influence de la religion dogmatique cherchant à enchaîner et contrôler les femmes et, à travers elles, leurs enfants.
Stef lui avait appris à voir au-delà des formes [...] 
Stef n'était qu'un rêve.
Lui-même n'était qu'un rêve.

### Anticipation
Paru en 2004, L'Ange de l'Abîme appartient, avec son scénario catastrophe, à une vague de romans d'anticipation traitant des conséquences des attentats du 11 septembre 2001. Ce thème a beaucoup inspiré les auteurs de thrillers et de science-fiction, L'Ange de l'Abîme suivant le même courant que les romans de Maurice G. Dantec comme Villa Vortex ou encore Transparences d'Ayerdhal, paru la même année chez le même éditeur. La revue Futuribles y voit un « roman d'anticipation et de science-fiction particulièrement sombre ».
Benjamin Berton pense que ce roman « offre le portrait le plus précis qui soit d'un devenir possible de l'Europe actuelle, à quelques décennies (années ?) seulement de portée ». Au contraire, pour Le Cafard cosmique, la réflexion politique se révèle peu poussée et l'ouvrage serait davantage un roman de fantasy urbaine qu'un thriller d'anticipation. Pour Nathalie Labrousse, d’ActuSF, ce n'est pas un roman d'anticipation mais plutôt une « lecture du présent » qui révèle les vieux réflexes messianiques occidentaux. Cid Vicious, pour Bifrost, estime que le roman est totalement incohérent en matière de relations internationales et qu'une nouvelle guerre sainte entre l'Europe chrétienne et l'Islam n'est pas crédible, ne serait-ce qu'en raison du recul de la religion chrétienne en Europe.
Pour Jean-Christophe Rufin, l'idée de Bordage est d'imaginer le devenir d'une Europe touchée par une « déconstruction sociale et politique » complète : la prolifération des extrêmes dont les intérêts terribles finissent par converger, thématique également développée dans Une amitié absolue de John le Carré sorti un an auparavant.

### Violence
Le roman est très pessimiste, rappelant l’Apocalypse, mettant en scène l’intolérance et la violence. Bordage décrit les plus bas instincts de l'être humain et emploie des mots crus dans son récit. Cependant, ce roman reste humaniste, montrant comment deux adolescents peuvent accomplir « ce qui doit l'être ». L'un des messages du roman, concernant le camp du bien en lutte contre « l'axe du mal », est le rappel que toutes les guerres et les atrocités des deux camps sont commises au nom du « bien » et d'une « mission sacrée ».
Les deux camps se montrent très violents et Pierre Bordage analyse « les mécanismes qui poussent chaque camp à user de tant de violence ». L'auteur précise aussi qu'il emploie un jeu de théâtre d'ombres inspiré par la mystique de la Māyā hindoue, selon laquelle nous vivons dans un monde d'illusions. Stef tente de savoir ce qui se cache en réalité derrière l'illusion de cette guerre. Le livre reprend également des éléments de la Première Guerre mondiale (la guerre de tranchées) et de la seconde (les camps d'extermination, le symbole des deux « L », Lance et Loi, qu'arborent les légionnaires et qui évoque la croix gammée nazie). Il est également fait référence à la Légion de l'Archange Michel, mouvement proto-fasciste et chrétien qui a sévi en Roumanie (où est installé le dictateur du roman) durant l'entre-deux guerres.
Néanmoins, même si l'ensemble paraît sombre au premier abord, il y a beaucoup d'humour dans cet ouvrage selon Olivier Barrot, notamment à travers l'existence d'un « réseau de résistance centre-Berry » à l'action dérisoire, forme d'hommage aux réseaux de résistance de la Seconde Guerre mondiale.

### Religion
Dans un article écrit pour Le Monde diplomatique en septembre 2004, Pierre Bordage développe son point de vue sur les religions tel qu'il l'exprime dans le roman : « Dès que la religion fourre son nez dans les affaires humaines, on peut craindre le pire. [...] Elles se valent. Ce sont toutes des machines d’exclusion, d’oppression, de destruction, elles se réclament toutes du ou des vrais dieux, elles revendiquent toutes des territoires, des frontières, des privilèges, des vérités, des dogmes, elles sont toutes à enfermer dans un sac et à noyer dans des vallées de larmes. » L'auteur entame certains de ses chapitres par des citations issues en grande majorité de deux textes plus spirituels que religieux, la Sainte Bible du chanoine Crampon et la Bhagavad-Gîtâ.
Au sein de la Trilogie des Prophéties, L'Ange de l'Abîme fait suite à L'Évangile du serpent. Le prophète Vaï Ka'i, qui prêchait le retour à la nature et le néonomadisme, est mort en vain sans avoir pu empêcher qu'advienne un monde dominé par l'argent et l'obscurantisme. Selon Jean-François Thomas, si L'Ange de l'Abîme a pour thème central la religion comme l'ouvrage précédent, il adopte cependant un point de vue inverse ; dans L'Évangile du Serpent, le prophète Vaï Ka'i prêche la bonne parole, mais sa seule présence pousse d'autres personnes à se tourner vers le mal. Au contraire, le personnage principal de L'Ange de l'Abîme, Pibe, est un adolescent criminel qui représente le mal mais engendre le bien.

### Style littéraire
Selon un avis partagé par plusieurs critiques, le style d'écriture est très abouti, révélant une « virtuosité qui tranche avec les [livres] précédents ». Très marqué par le latin, Bordage avait une tendance au maniérisme et aux longues phrases à ses débuts. Dans L'Ange de l'Abîme, les descriptions sont concises et les dialogues « parfaitement rythmés, volontiers argotiques et souvent saupoudrés d'une ironie mordante », d'après Nathalie Labrousse.

## Réception

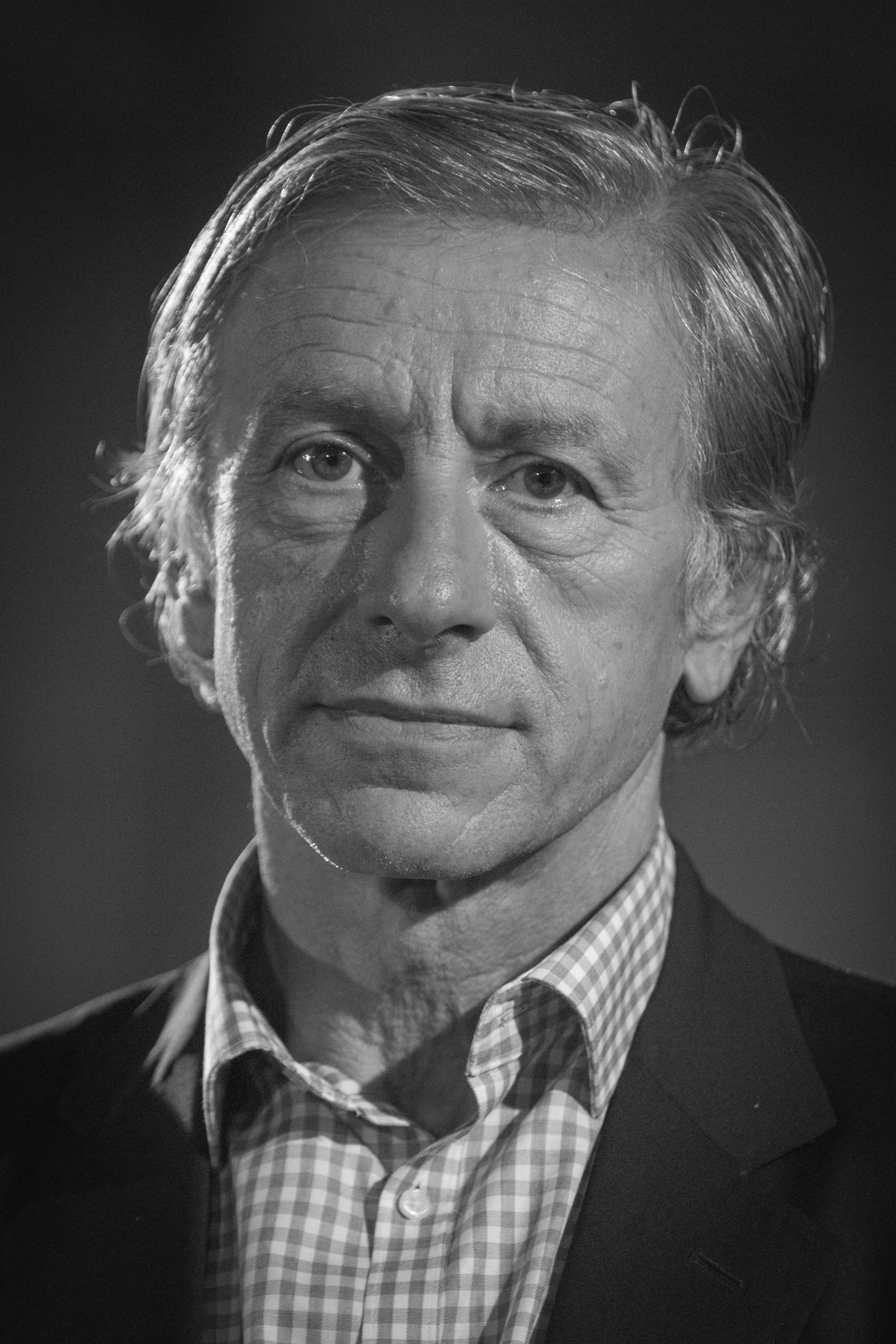
Jean-Christophe Rufin critique très favorablement L'Ange de l'Abîme.

Le roman reçoit des accueils critiques variés, positifs pour la plupart. Dans Le Monde diplomatique, Jean-Christophe Rufin estime que l'exigence dans l'écriture de ce roman et du tome précédent sort Pierre Bordage de la « littérature de genre », pour lui faire rejoindre « la littérature tout court ». Dans les colonnes de Libération, Frédérique Roussel écrit que ce roman d'anticipation « fait son effet ». Dans Le Figaro littéraire, Olivier Delcroix voit dans L'Ange de l'Abîme l'une des plus belles réussites romanesques de Pierre Bordage.
Nathalie Labrousse, pour NooSFere, parle d'un livre « atroce et magistral, aussi dérangeant qu'admirable », qui confirme le statut de grand écrivain de Pierre Bordage, notamment grâce à la « lecture du présent » que propose l'ouvrage. Jonas Lenn, dans la revue Galaxies, y voit un « roman d'une maîtrise absolue », prouvant que « Bordage est un écrivain exceptionnel ». Dans une critique parue dans Première, Benjamin Berton estime qu'« après un Évangile du Serpent un rien décevant et alambiqué, cet Ange de l'Abîme est une heureuse surprise, le vrai grand roman d'aventures visionnaire que nous attendions tous ». Laure Ricote estime dans ActuSF qu'il s'agit d'un « roman envoûtant à ouvrir, à lire et à méditer ».
Pour Le Cafard cosmique, le scénario est « attendu » mais l'existence des chapitres intermédiaire brossant le portrait d'une vingtaine de personnages donne corps à l'ensemble. Jean-François Thomas, dans 24 Heures, ne donne pas d'avis positif ou négatif et l'analyse comme un « livre dur, sanglant, cruel, où la mort et la perversion sont partout ».
Quelques critiques sont très négatives. Un ouvrage d'analyse des romans de fiction paru en 2006 le décrit comme une « peinture en gros sabots et en vieux clichés d'une Europe du futur en proie à la guerre sainte ». Dans la revue de science-fiction Bifrost, le critique Cid Vicious estime que le livre est sordide et simpliste, « un ersatz de Mad Max, sauce Bible et Coran ». Il y voit un « faisceau de raccourcis douteux, voire criminels dans le contexte actuel » et ajoute que le récit est « incohérent sur bien des points ». Cependant, il écrit aussi que la construction est élaborée et la narration « hypermaîtrisée », Pierre Bordage échappant de peu à la poubelle « grâce à son indéniable métier de raconteur d'histoires ».

### Source primaire
- Pierre Bordage, L'Ange de l'Abîme, Vauvert, Au Diable Vauvert, octobre 2005, 476 p. (ISBN 2-84626-066-4 et 978-2846260664)

1. ↑  p. 30-31
2. ↑  p. 34
3. ↑  p. 415
4. ↑  p. 463-468
5. ↑  p. 471
6. ↑  p. 1
7. 1 2  p. 35
8. ↑  p. 463
9. ↑  p. 469
10. ↑  p. 19-29 ; 41-45
11. ↑  p. 303-316
12. ↑  p. 470
13. ↑  p. 7 ; 109 ; 165 ; 469
14. ↑  p. 52 ; 231 ; 293 ; 353 ; 411